# Aulus Postumius Albinus (consul en 99 av. J.-C.)
Pour les articles homonymes, voir Postumius Albus.
Aulus Postumius Albinus, né vers 140 av. J.-C. (et peut-être mort vers 89/88 av. J.-C.), est un homme politique romain de la fin du IIe et du début du Ier siècle av. J.-C.

## Famille
Il est le petit-fils de Spurius Postumius Albinus Magnus, consul en 148 av. J.-C.
Il est peut-être le fils de Aulus Postumius Albinus, propréteur en 110 av. J.-C. C'est son frère le consul Spurius Postumius Albinus qui l'avait nommé commandement à sa place en Numidie. Aulus mène l'armée romaine pour combattre Jugurtha sans en avoir reçu l'ordre de Rome, est pris au piège par Jugurtha à la bataille de Suthul et une partie de son armée fuit, le reste étant prisonnier, y compris Aulus. Il signe une paix honteuse et les soldats romains passent sous le joug. L'année suivante, on ne sait pas s'il est condamné ou non, mais le consulaire Spurius, son frère, l'est par la Lex Mamilia.
Il est probablement le père adoptif de Decimus Junius Brutus Albinus, l'un des assassins de Jules César. Decimus Brutus garde son propre nom de famille, ajoutant seulement le cognomen de son père adoptif. Cette adoption est généralement un signe de la pauvreté de la famille paternelle.

## Biographie
En 99 av. J.-C., il est consul avec Marcus Antonius Orator.
Aulu-Gelle fait référence à un sénatus-consulte lors de leur consulat à la suite de l'annonce de Caius Iulius, fils de Lucius, pontife, que les javelots de Mars se sont agités d'eux-mêmes au fond du sanctuaire.
En 89 av. J.-C., il est peut-être légat et commandant de la flotte de Sylla pendant la guerre sociale. Il est ensuite tué par ses propres soldats pour trahison présumée ou parce qu'il est particulièrement impopulaire auprès de ses soldats pour cause d'une sévérité excessive.[réf. nécessaire] (Decimus Junius Brutus Albinus étant né plus tard vers 85/81 ...).
Cicéron le mentionne comme un bon orateur,.